# Mercedes-Benz W 120
Der W 120 war der erste Pkw von Mercedes-Benz mit selbsttragender Karosserie. Das Modell der oberen Mittelklasse kam 1953 als Nachfolger des 170 (W 136) auf den Markt und wurde unter der Bezeichnung Mercedes 180 (D) verkauft. Nachfolger des W 120 und seines Schwestermodells W 121 wurde die 1961 vorgestellte „Kleine Heckflosse“ der Baureihe 110.
Mit dem 1954 präsentierten und besonders als Taxi beliebten 180 D begann die weite Verbreitung des Dieselmotors im Pkw.

## Modellgeschichte

### Allgemeines

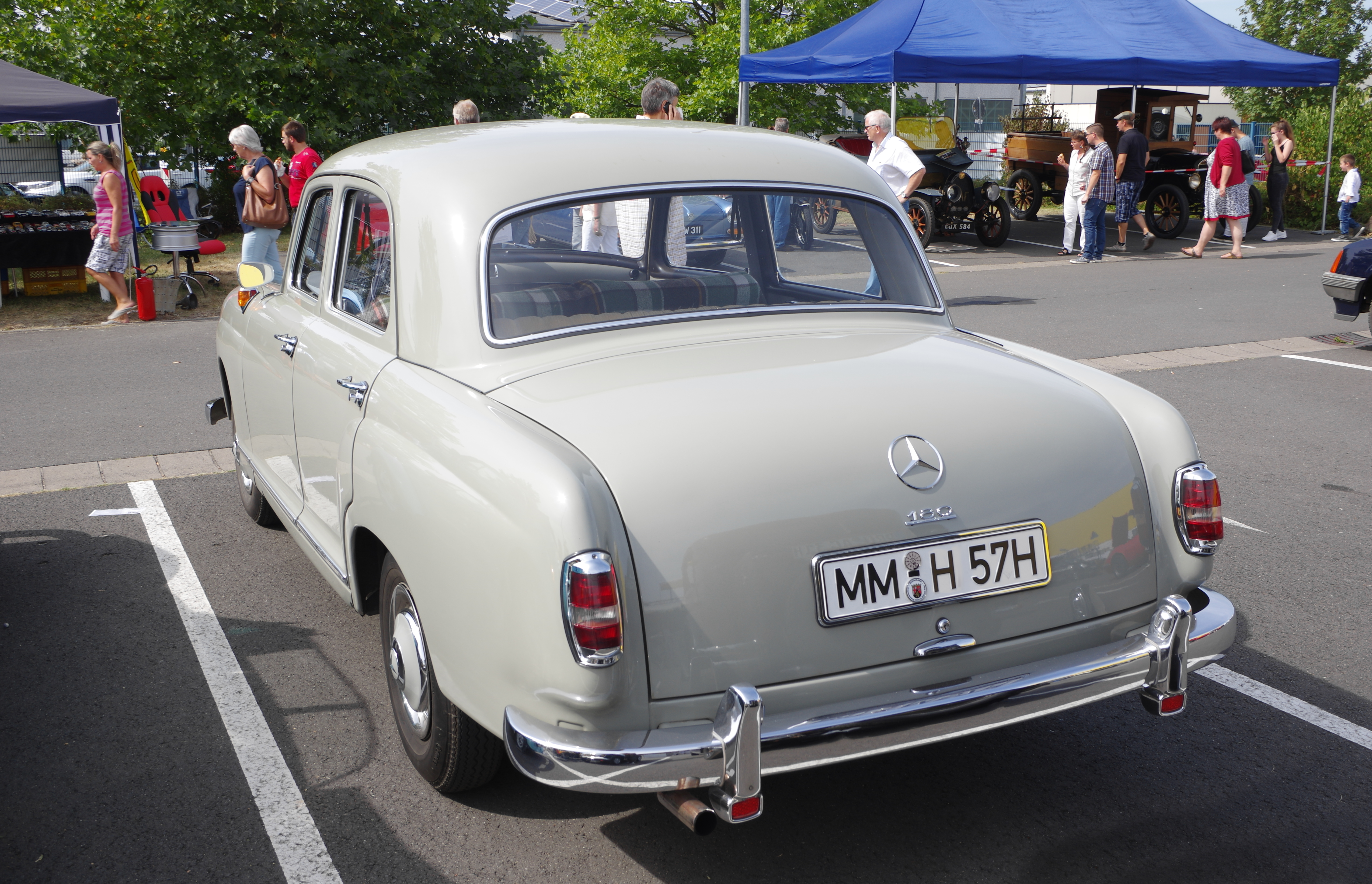
Heckansicht

Der erste Mercedes mit selbsttragender Karosserie in der damals modernen Pontonform löste 1953 das aus den 1930er-Jahren stammende Modell mit freistehenden Kotflügeln ab. Damit führte Mercedes die Pontonkarosserie später als andere Hersteller ein.
Bis 1957 wurde der 180 von dem technisch überholten M 136-Ottomotor aus dem Mercedes 170 V angetrieben, dessen Konstruktion noch aus den 1930er-Jahren stammte. Der Dieselmotor im 180 D verbrauchte auf 100 Kilometer 3 bis 4 Liter weniger Kraftstoff als der Ottomotor. Die anfangs verwendete hintere Zweigelenk-Pendelachse galt bei schlechten Witterungsbedingungen als schwierig zu beherrschen und wurde deshalb 1956 durch die Eingelenk-Pendelachse ersetzt.
Während es von Mercedes-Benz selbst nur eine viertürige Limousine gab, fertigte der Karosseriebauer Binz verschiedene Karosserievarianten. Binz baute unter anderem Kombis, die über die Mercedes-Händler vertrieben wurden. Auch die Service-Fahrzeuge von Mercedes-Benz basierten auf diesem Typ. Um eine Importbeschränkung in Südafrika zu umgehen, entstand zudem zwischen 1956 und 1958 ein Pick-up-Modell, ähnlich dem US-amerikanischen Ford Ranchero. Diese rechtsgelenkten Fahrzeuge wurden zum Teil komplett geliefert, zum Teil vor Ort endmontiert. Die von Binz gebauten Krankenwagen hatten ein etwas höheres Dach als der Kombi und eine Doppeltür hinten. Weitere Krankenwagen entstanden bei dem Hersteller Miesen, der im Gegensatz zu Binz auch die Höhe der Seitenfenster der größeren Dachhöhe anpasste. Insgesamt entstanden so 5667 „Sonderlinge“, davon mehr als die Hälfte als 180 D.

### Varianten

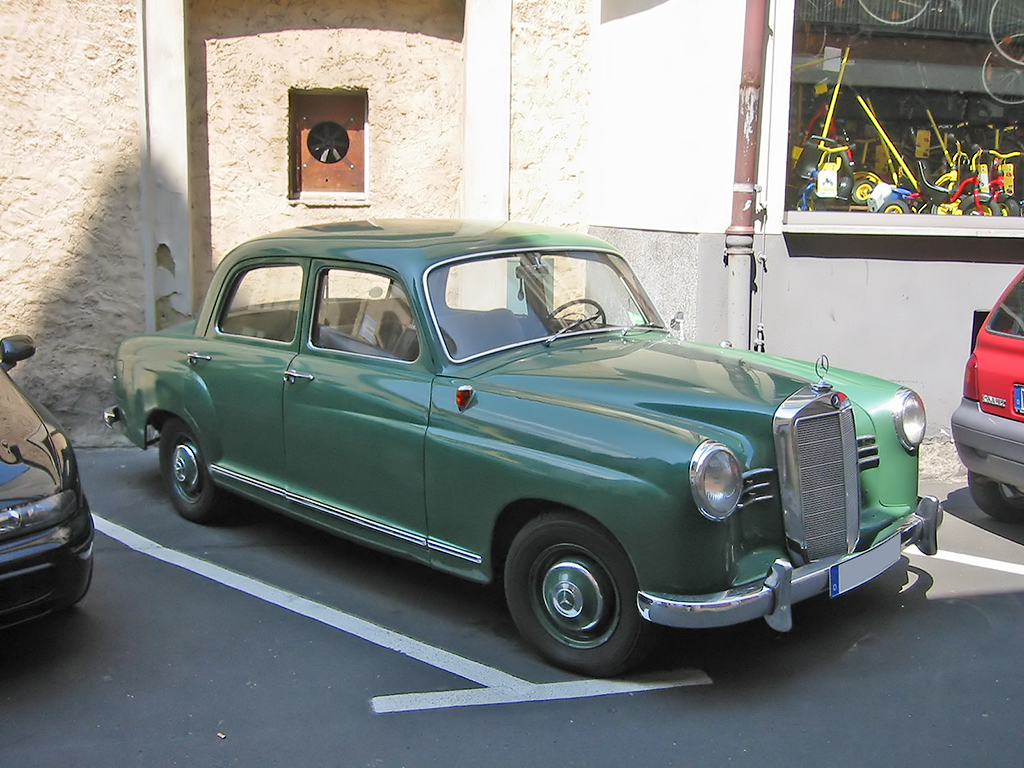
180 (1953–1957) schmale Kühlermaske, Stoßstangenhörner
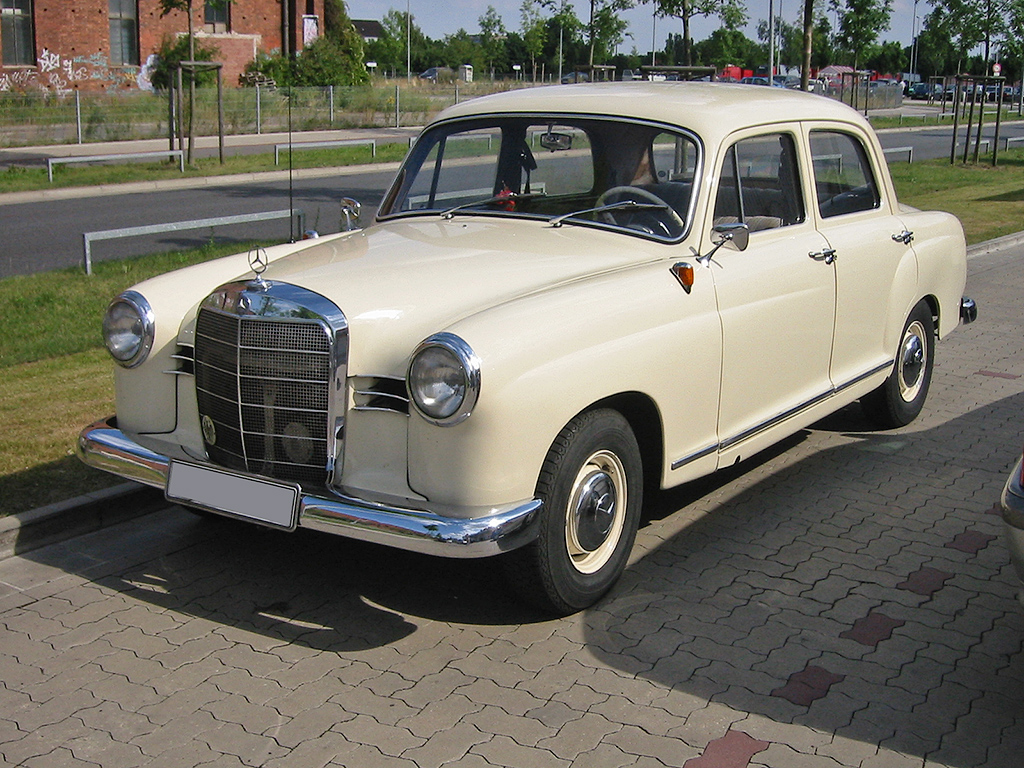
180 b (1959–1961) breite Kühlermaske, keine Stoßstangenhörner
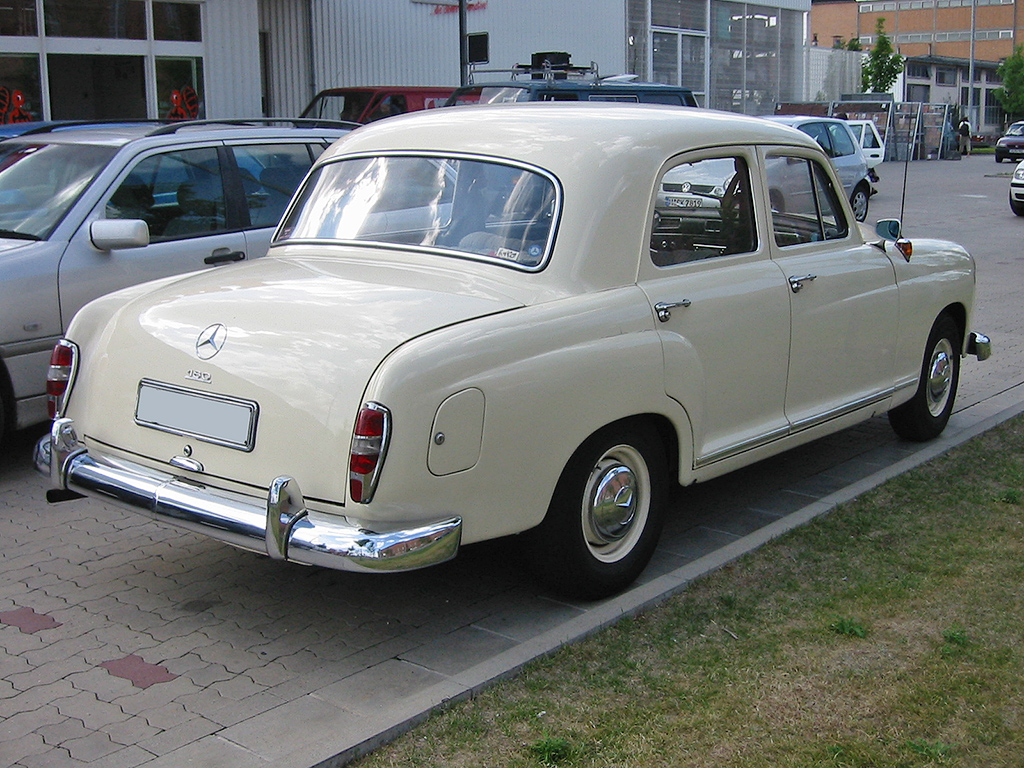
180 b (1959–1961)
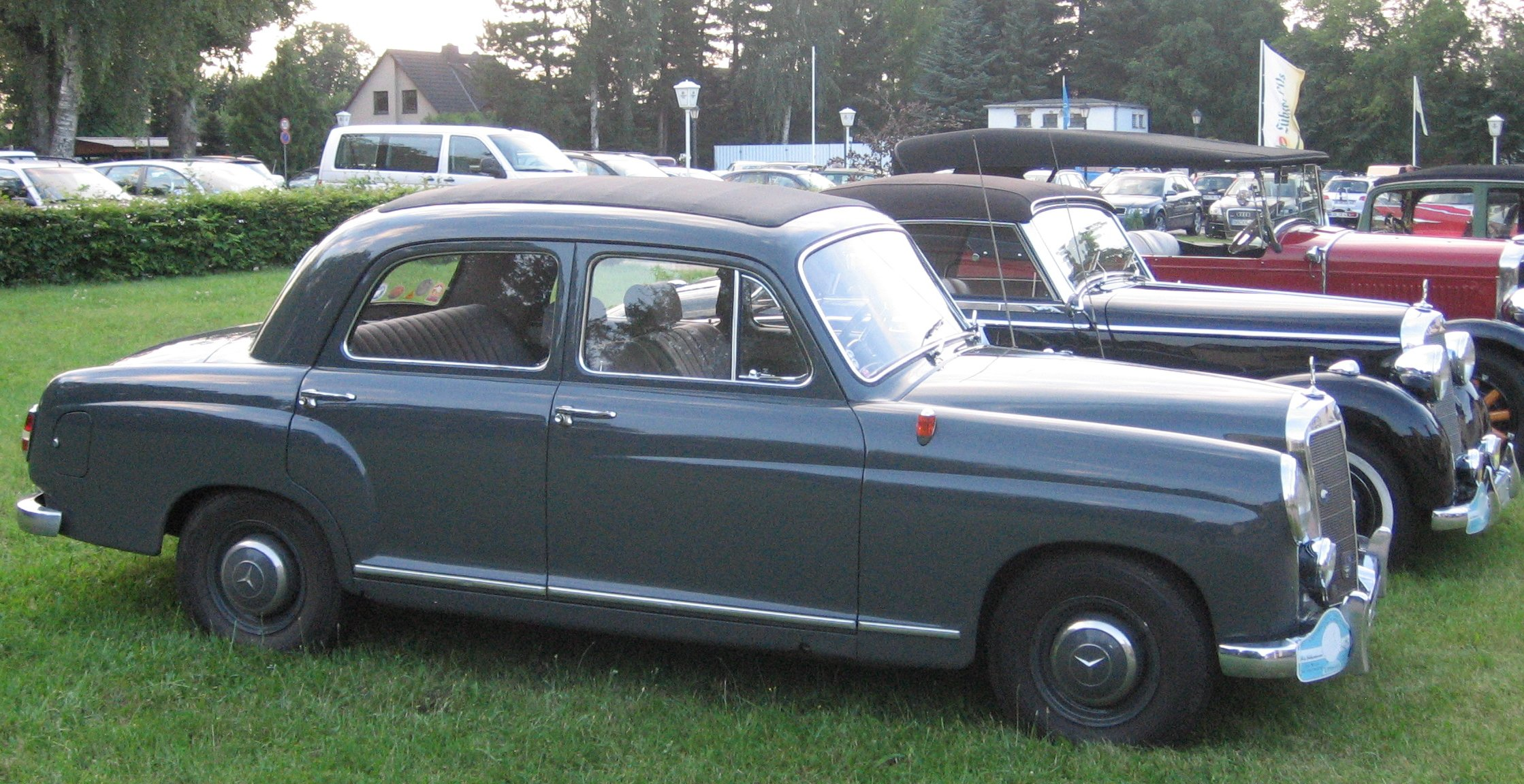
180 Seitenansicht
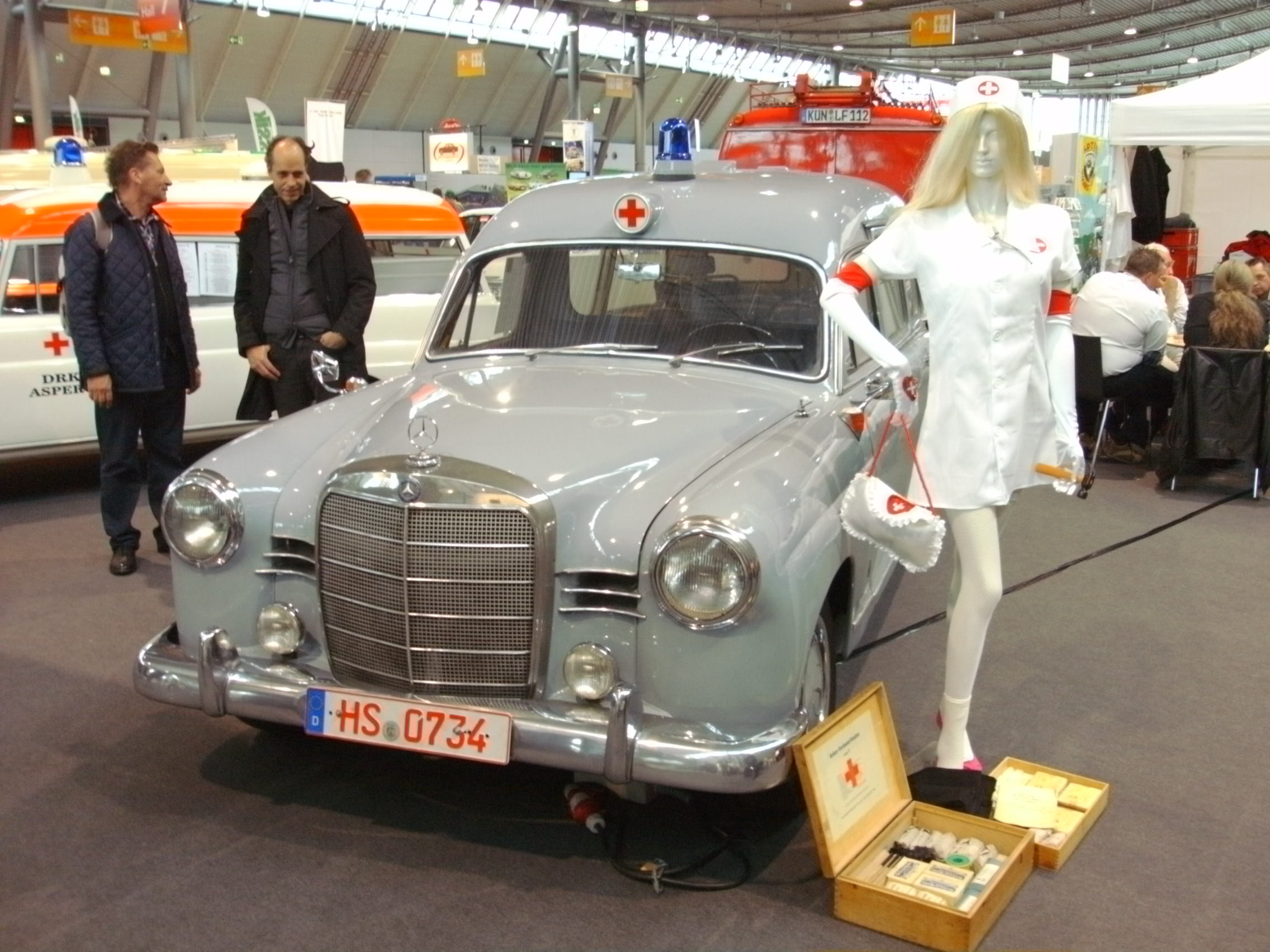
180 als Krankenwagen (Karosserie Miesen)
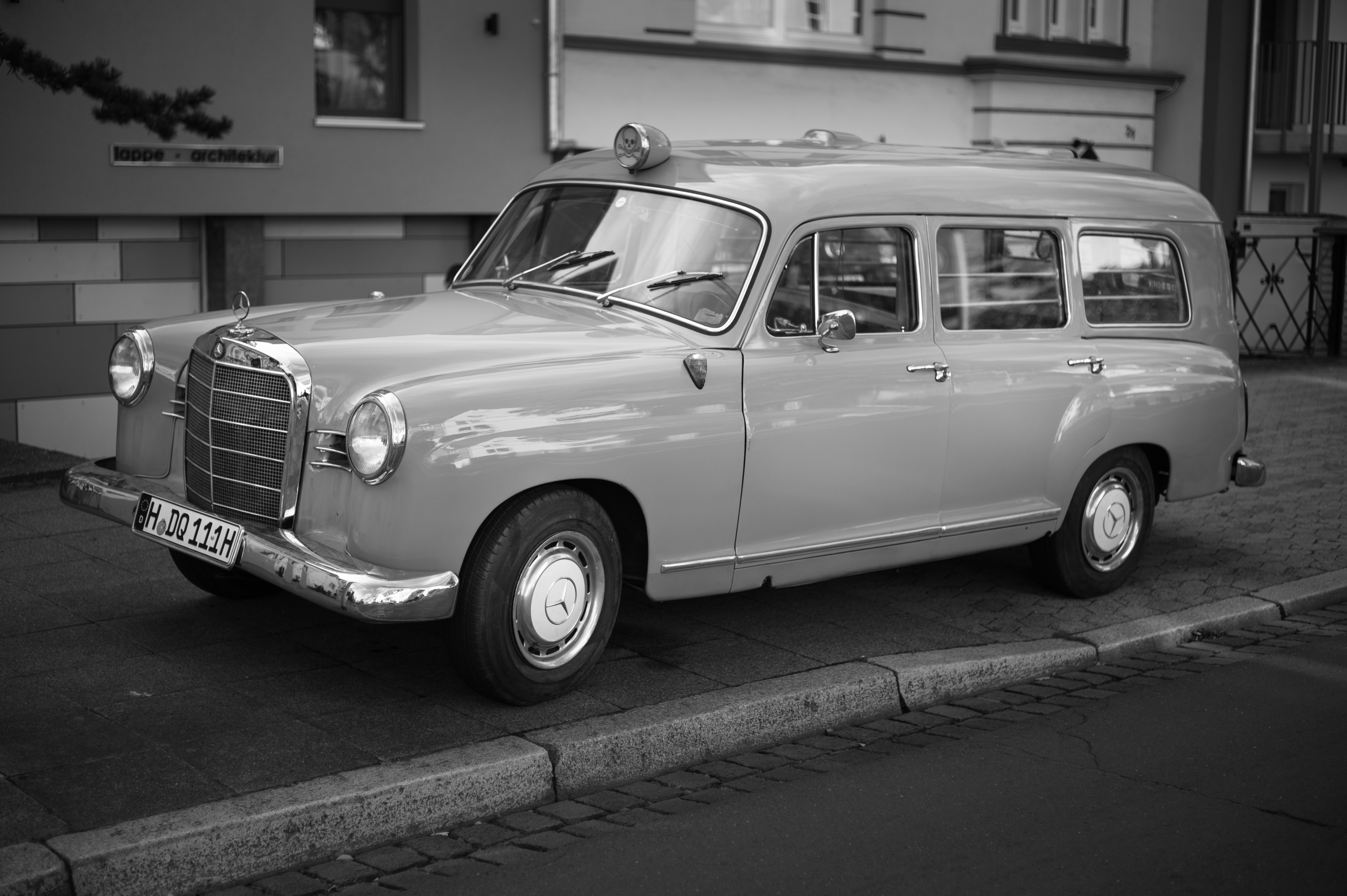
180 als Krankenwagen mit Binz-Aufbau
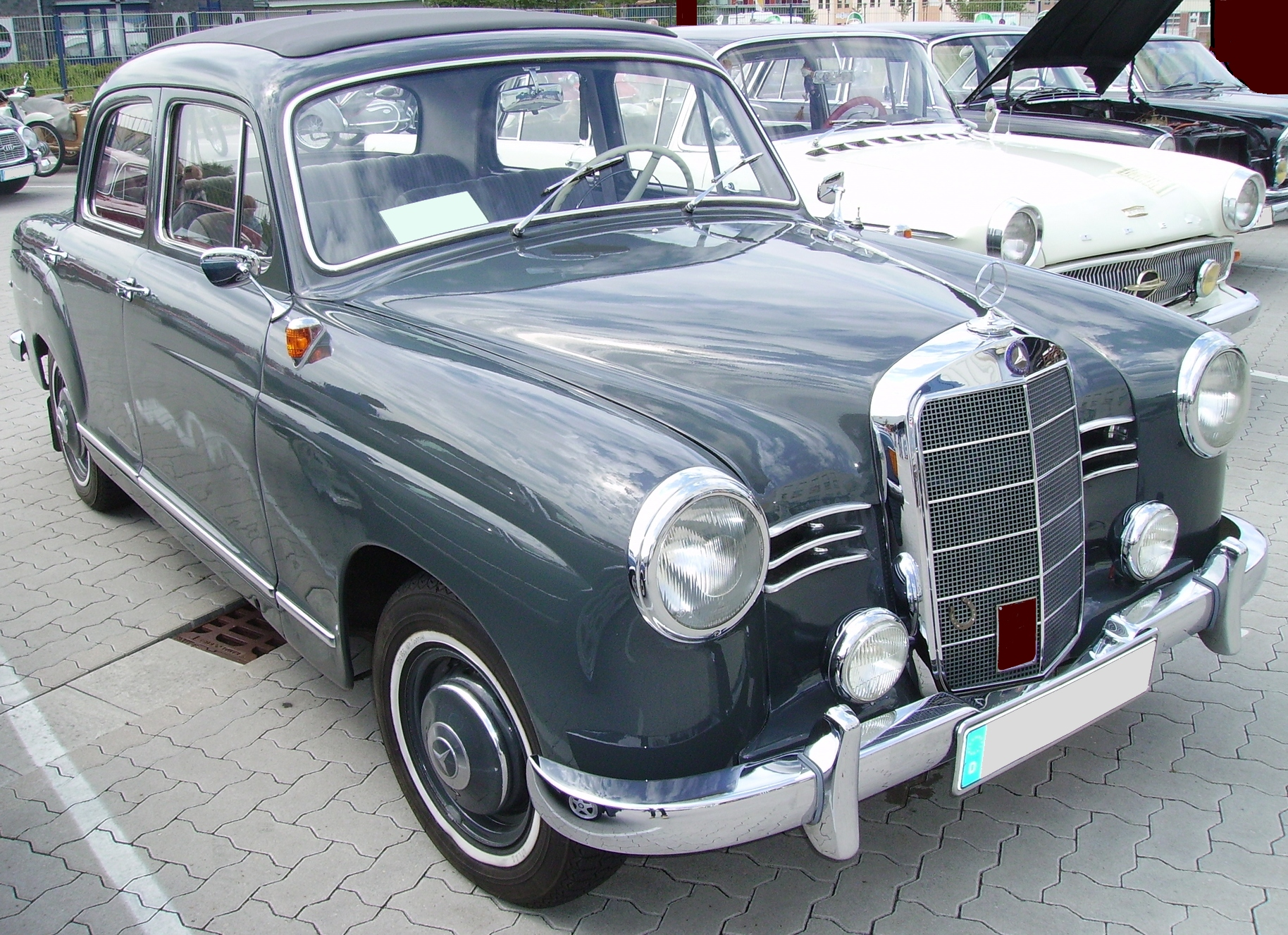
180 D
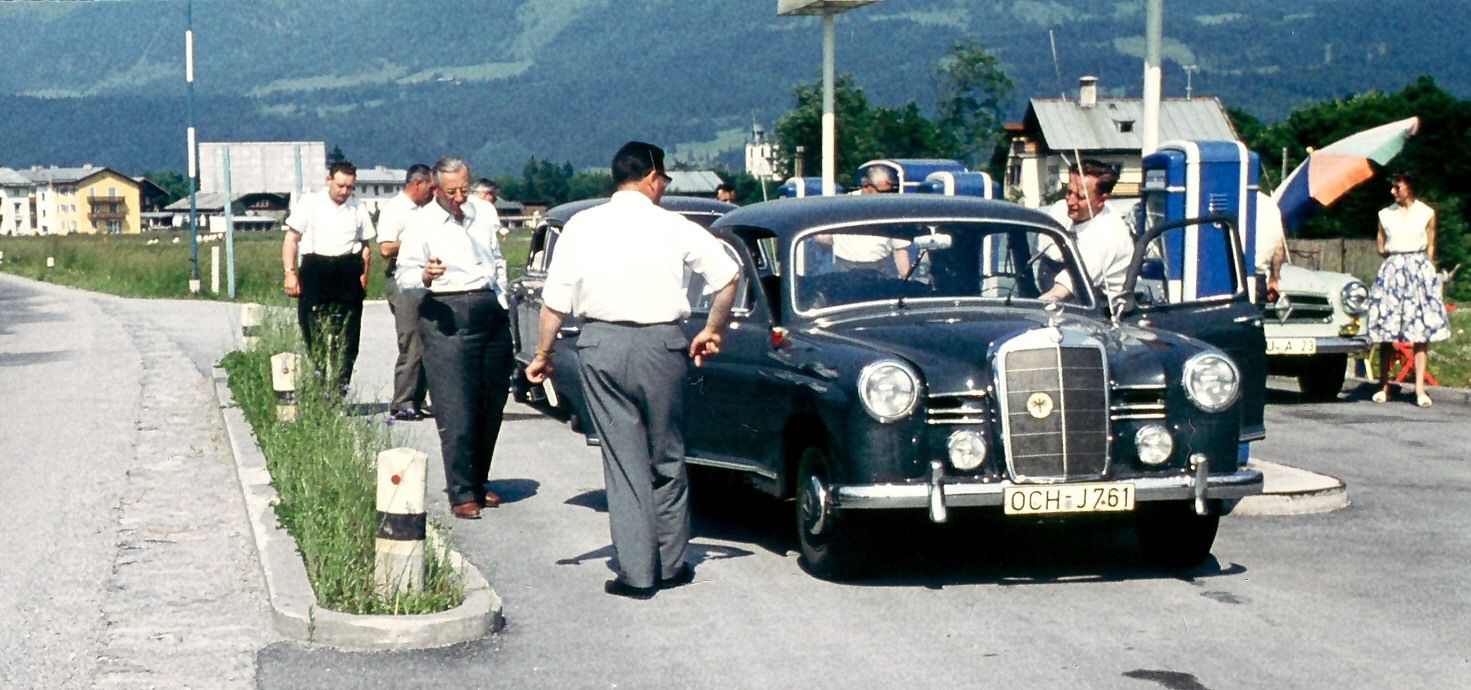
Ein W 120 an einer Tankstelle, 1961

## Modellvarianten

### 180/180 D (1953–1959)
Als erster Ponton erschien im September 1953 der Mercedes 180. Er übernahm vom Vorgänger Mercedes 170 S den 1,8 Liter-Motor mit 52 PS (38 kW). Im Februar 1954 folgte der Mercedes 180 D mit ebenfalls vom Vorgängermodell übernommenem 1,8 Liter-Dieselmotor mit 40 PS (29 kW), dessen Leistung 1955 auf 43 PS (32 kW) gesteigert werden konnte.

### 180 a (1957–1959)
Ab Juli 1957 erhielt der Mercedes 180 (intern 180 a) den im neuen Typ 190 (W 121) bereits im Vorjahr eingeführten stärkeren 1,9 Liter-Motor, allerdings auf 65 PS (48 kW) gedrosselt. Auch wurde er, wie sein Schwestermodell, in verbesserter Ausstattung angeboten. Er hatte einen größeren Mercedes-Stern auf den Radkappen, einen geringfügig breiteren Kühlergrill und größere Rücklichter. Ab August 1958 erhielt der 180 die Ausstellfenster in den vorderen Türen wie der 190.

### 180 b/c und 180 Db/Dc (1959–1962)
Zur IAA 1959 wurden die Ponton-Vierzylinder überarbeitet. Sie bekamen einen breiten Kühlergrill und die vorderen Stoßstangenhörner entfielen. Der Mercedes 180 bekam auch die stärkere Bremsanlage des Mercedes 190. Die Leistung der Ottomotoren wurde auf 68 PS (50 kW) angehoben. Intern bekamen sie den Kennbuchstaben „b“. Bis Oktober 1962 wurde der Mercedes 180 (interner Kennbuchstabe „c“) noch weitergebaut, als Mercedes 180 Dc mit auf 2 Liter vergrößertem Dieselmotor mit 48 PS (35 kW).

## Technische Daten

### Ottomotoren
| Verkaufsbezeichnung | Interne Bezeichnung | Bauzeitraum | Motortyp     | Hubraum  | Leistung 1/min     | Drehmoment 1/min | Vmax     | 0–100 km/h | Stückzahl         | Preis                                              |
| ------------------- | ------------------- | ----------- | ------------ | -------- | ------------------ | ---------------- | -------- | ---------- | ----------------- | -------------------------------------------------- |
| 180                 | W 120 B I           | 1953–1957   | M 136 VII    | 1767 cm³ | 38 kW (52 PS) 4000 | 112 Nm 1800      | 126 km/h | 31 s       | 51.907 Limousinen | 9/1953: DM 9.950 2/1954: DM 9.450 5/1956: DM 8.700 |
| 180 a               | W 120 B II          | 1957–1959   | M 121 B IV b | 1897 cm³ | 48 kW (65 PS) 4500 | 128 Nm 2200      | 135 km/h | 21 s       | 27.155 Limousinen | 9/1957: DM 8.700                                   |
| 180 b               | W 120 B III         | 1959–1961   | M 121 B IV b | 1897 cm³ | 50 kW (68 PS) 4400 | 130 Nm 2500      | 135 km/h | 21 s       | 29.033 Limousinen | 8/1959: DM 8.700                                   |
| 180 c               | W 120 B IV          | 1961–1962   | M 121 B VIII | 1897 cm³ | 50 kW (68 PS) 4400 | 145 Nm 2500      | 135 km/h | 21 s       | 9.097 Limousinen  | 8/1961: DM 8.950 4/1962: DM 9.350                  |

### Dieselmotoren
| Verkaufsbezeichnung | Interne Bezeichnung | Bauzeitraum | Motortyp   | Hubraum  | Leistung 1/min         | Drehmoment 1/min | Vmax     | 0–100 km/h | Stückzahl          | Preis                                                                |
| ------------------- | ------------------- | ----------- | ---------- | -------- | ---------------------- | ---------------- | -------- | ---------- | ------------------ | -------------------------------------------------------------------- |
| 180 D               | W 120 D I           | 1954–1959   | OM 636 VII | 1767 cm³ | 29 kW (40 PS) 3200 (1) | 101 Nm 2000      | 110 km/h | 39 s       | 114.046 Limousinen | 2/1954: DM 10.300 1/1956: DM 9.850 5/1956: DM 9.450 9/1958: DM 9.200 |
| 180 Db              | W 120 D II          | 1959–1961   | OM 636 VII | 1767 cm³ | 32 kW (43 PS) 3500     | 101 Nm 2000      | 110 km/h | 36 s       | 24.276 Limousinen  | 8/1959: DM 9.200                                                     |
| 180 Dc              | W 120 D III         | 1961–1962   | OM 621 IV  | 1988 cm³ | 35 kW (48 PS) 3800     | 108 Nm 2000      | 110 km/h | 36 s       | 11.600 Limousinen  | 8/1961: DM 9.450 4/1962: DM 9.850                                    |